# Motoo Tacuhara
Motoo Tacuhara (japonsko 立原 元夫), japonski nogometaš, * 14. januar 1913, Tokio, Japonska, † 1984.
Za japonsko reprezentanco je odigral štiri uradne tekme.